# Kolumbijská vlajka

Kolumbijská vlajka
Poměr stran: 2:3

Kolumbijská námořní vlajka
Poměr stran: 2:3

Kolumbijská námořní válečná vlajka
Poměr stran: 2:3

Vlajka Kolumbie je tvořena listem o poměru stran 2:3 se třemi vodorovným pruhy – žlutým, modrým a červeným (v poměru šířek 2:1:1).
Je odvozená z vlajky Francisca de Mirandy (z roku 1806) a Simóna Bolívara a z barev konfederace Velké Kolumbie, která v letech 1819–1830 sdružovala Novou Granadu (dnešní Kolumbii s Panamou), Venezuelu a od roku 1822 Ekvádor, když je Bolívar osvobodil od španělské nadvlády. Shodně s tím byla vlajka vykládaná tak, že zlatá Amerika je oddělená modrou vodou oceánu od krvavého Španělska. Červená a žlutá jsou však španělské barvy, jindy se žlutá spojuje s lidem Kolumbie, modrá s oceánem, který ji dělí od Španělska, červená s krví prolitou za svobodu. Podle dnešní interpretace symbolizuje žlutá barva státní nezávislost, modrá statečnost, ušlechtilost a věrnost, červená krev vlastenců prolitou za svobodu. Tyto barvy jsou použity ve stejném pořadí také na ekvádorské a venezuelské vlajce.
Vlajka byla vytvořená roku 1814 (až tři roky po vytvoření nezávislé Kolumbie). V letech 1834–1861 měla však Nová Granada, jak se tedy Kolumbie opět jmenovala, vlajku s vertikálními pruhy – červeným, modrým a žlutým.

## Galerie

Rozměry kolumbijské vlajky
Vlajka kolumbijského prezidenta Poměr stran: 2:3
Kolumbijská lodní vlajka (Naval Jack) Poměr stran: 2:3
Vlajka Nové Granady (1831–1834) Poměr stran: 2:3
Vlajka Nové Granady (1834–1861) Poměr stran: 2:3
Vlajka Nové Granady (1861) Poměr stran: 2:3

## Vlajky kolumbijských departementů

Kolumbijské departementy

Kolumbie je unitární stát, který se skládá z distriktu hlavního města Bogotá a 32 departementů.

Bogotá Poměr stran: 2:3
Amazonas Poměr stran: 5:8
Antioquia Poměr stran: 1:2
Arauca Poměr stran: 3:4
Atlántico Poměr stran: 3:5
Bolívar Poměr stran: 2:3
Boyacá Poměr stran: 2:3
Caldas Poměr stran: 7:10
Caquetá Poměr stran: 2:3
Casanare Poměr stran: 2:3
Cauca Poměr stran: 2:3
Cesar Poměr stran: 2:3
Chocó Poměr stran: 2:3
Córdoba Poměr stran: 2:3
Cundinamarca Poměr stran: 2:3
Guainía Poměr stran: 2:3
Guaviare Poměr stran: 2:3
La Guajira Poměr stran: 2:3
Huila Poměr stran: 2:3
Magdalena Poměr stran: 2:3
Meta Poměr stran: 2:3
Nariño Poměr stran: 2:3
Norte de Santander Poměr stran: 2:3
Putumayo Poměr stran: 2:3
Quindío Poměr stran: 2:3
Risaralda Poměr stran: 2:3
San Andrés a Providencia Poměr stran: 2:3
Santander Poměr stran: 2:3
Sucre Poměr stran: 2:3
Tolima Poměr stran: 2:3
Valle del Cauca Poměr stran: ~11:16
Vaupés Poměr stran: 2:3
Vichada Poměr stran: 2:3